# Гравиразведка
Гравиразве́дка — метод разведочной геофизики, основанный на изучении строения Земли при помощи измерения ускорения силы тяжести и его первых и вторых производных— градиентов .  Изменение силы тяжести в пространстве возникает из-за неоднородности геологических тел по плотности.  
Применяется при изучении формы Земли, поисках месторождений полезных ископаемых (нефти и газа, угля, руды, и других), картирования земной коры и верхней части мантии, выделении глубинных разломов и глобальных тектонических структур. Гравиразведка существует в наземном и скважинном (подземном) варианте. 
Прибор для измерения ускорения силы тяжести называется гравиметром, единицей измерения — Гал (по имени Галилео Галилея), равный 1 см/c². 

## Описание

Карта измеренного гравитационного поля

### Cила тяжести
Сила тяжести(притяжения) —  сила, создаваемая всей массой Земли и действующая на единичную массу, образуют напряжённость поля силы тяжести. Сила тяжести {\displaystyle F_{t}}- это векторная сумма ньютоновской силы тяготения {\displaystyle F} и инерционной центробежной силы {\displaystyle C}, создаваемой вращением Земли вокруг собственной оси. Напряжённость силы тяжести, таким образом,
{\displaystyle g} - ускорение силы тяжести или напряжённость поля сила тяжести,{\displaystyle M}—масса Земли, {\displaystyle R} - радиус Земли, {\displaystyle \omega } - угловая скорость вращения Земли, {\displaystyle a} - расстояние от точки измерения поля силы тяжести до оси вращения Земли.   
Приведённая формула справедлива, если Земля представляет собой однородный по плотности шар, однако геологические тела в коре и верхней мантии различаются по плотности и с разной силой притягивают объект в точке наблюдения. Поэтому над достаточно большим телом с повышенной или пониженной плотностью ускорение силы тяжести будет отличаться. 
Сила тяготения всегда направлена к центру Земли, а центробежная сила по нормали к оси вращения Земли.  На полюсе, где величина {\displaystyle a} равна 0, центробежная сила отсутствует и ускорение силы тяжести равно 983 Гал, на экваторе центробежная сила максимальна и {\displaystyle g} = 978 Гал. 

### Нормальное поле
Гравитационное поле относится к потенциальным полям, значение потенциала {\displaystyle W}  равно  
Поверхность равного потенциала (эквипотенциальная), примерно совпадающая с уровнем моря называется геоидом. Вектор силы тяжести всюду направлен по нормали к поверхности геоида. Для однородной Земли, представляемой в виде сфероида в каждой точке вычисляются нормальные значения ускорения силы тяжести {\displaystyle \gamma _{0}}

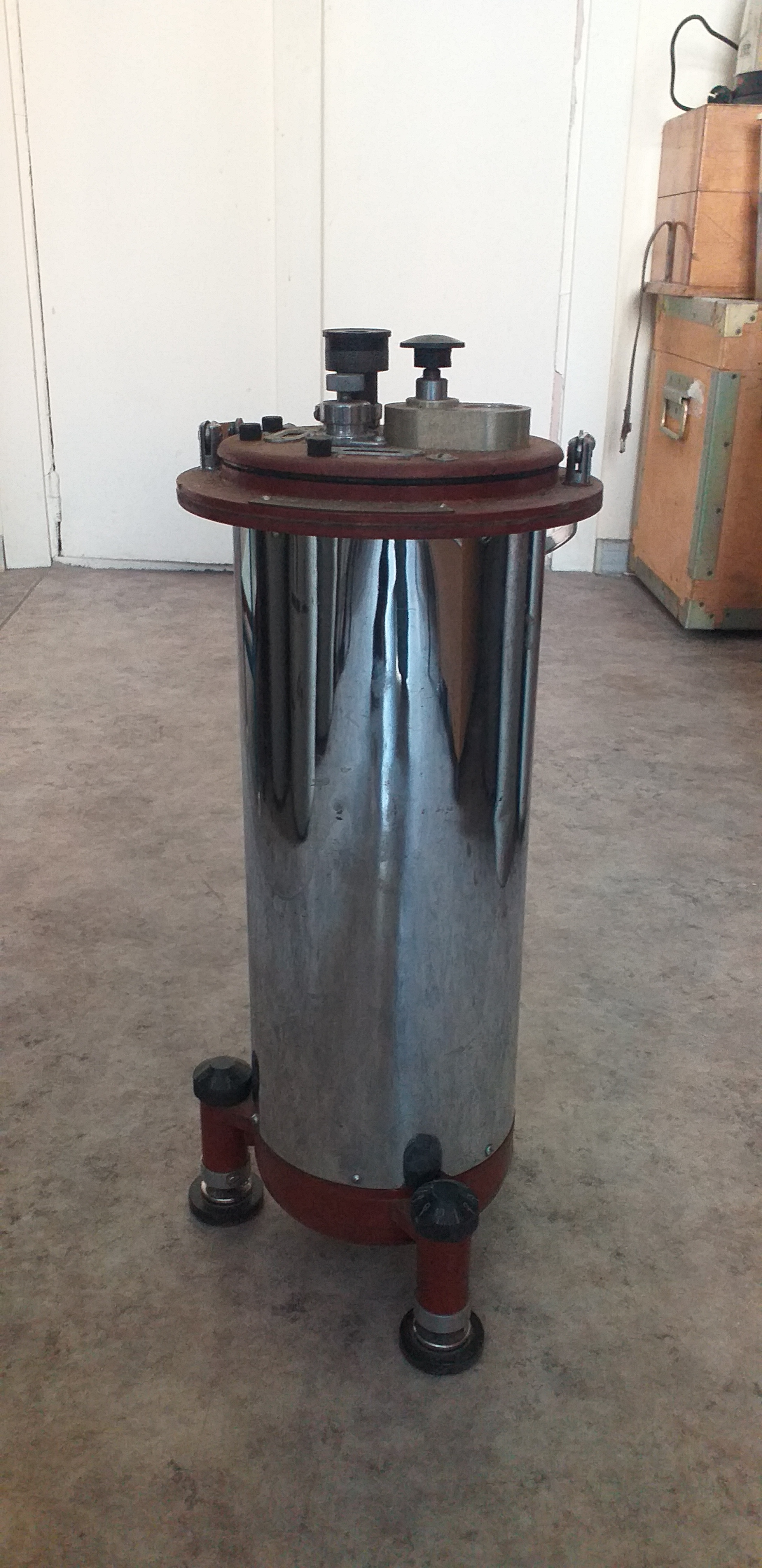
Гравиметр ГНУ КС

Для расчёта нормального поля сила тяжести применяется формула Клеро:
В советской и российской гравиразведке используется для расчёта нормального поля силы тяжести применяется формула Гельмерта. 
За рубежом распространена формула Кассиниса(версия 1980 года)
Во всех формулах ускорение силы тяжести вычисляется в миллигалах.

### Градиенты гравитационного поля
В гравиразведке используется система координат, в которой ось {\displaystyle z} ориентирована вниз по нормали к геоиду, ось {\displaystyle x}—на север, ось {\displaystyle y} — на восток. Соответственно, градиенты силы тяжести {\displaystyle W_{xz}}, {\displaystyle W_{yz}},{\displaystyle W_{zz}}  - это вторые частные производные потенциала силы тяжести, тогда как ускорение силы тяжести — первая частная производная потенциала по {\displaystyle z}.  
{\displaystyle W_{z}={\frac {\partial W}{\partial z}}=g}
{\displaystyle W_{xz}={\frac {\partial W_{z}}{\partial x}}}
{\displaystyle W_{yz}={\frac {\partial W_{z}}{\partial y}}}
{\displaystyle W_{zz}={\frac {\partial W_{z}}{\partial z}}}
Градиенты поля сила тяжести показывают как быстро изменяется поле в горизонтальных ({\displaystyle x,y}) и вертикальном направлениях. Единица измерения градиентов — этвеш, 1 Э = 10-9 с-2 = 0,1 мГал/км.

### Аномалии и редукции
Гравитационной аномалией называется разность значений измеренного и нормального значений ускорения силы
Из-за того, что точка измерения не находится на геоиде, в измеренные значения  ускорения силы тяжести вносятся поправки, то есть они редуцируются. Существует несколько видов поправок
- Поправка за свободный воздух - редукция Фая ({\displaystyle H}, м — альтитуда точки измерения поля)

- Поправка за свободный воздух и промежуточный слой — редукция Буге ({\displaystyle \sigma } — средняя плотность горных пород между геоидом и точкой измерения, г/см3)

- Поправка за  рельеф

### Плотность горных пород и руд
Плотность горных пород зависит от их состава, пористости, влажности и плотности наполнителя пор. Плотность породообразующих минералов изменяется от 2,5  до 3,2 г/см3, к ней близка плотность пород с низкой пористостью 